# 小島一志
小島 一志（こじま かずし、1959年1月12日 - ）は、日本の編集者・作家・YouTuberで、主にパズル・占い・格闘技に関する編集プロダクションである夢現舎（オフィスMugen）の代表取締役。
極真空手の愛好者（極真会館名誉弐段）。士道館最高師範の村上竜司によって設立された大日本強育委員会の顧問・相談役。

## 人物・略歴
栃木県生まれ。栃木県立栃木高等学校卒業、立教大学中退、早稲田大学商学部卒業。
『月刊空手道』（福昌堂）の編集長を経て、夢現舎（オフィスMugen）を設立。『月刊武道空手』（成美堂出版）、『極真空手』（学研）編集長を兼務。
「芦原英幸が遺したSABAKI（素手、武器術）の技術を追求するのが目的」として、士魂SABAKI修練会という武道サークルを主宰している（芦原会館及び士道館とは無関係）。

## 執筆活動
格闘技、特にフルコンタクト空手に関する著作がメインである。自身の仕事については「所詮マイナー上がりの田舎者程度にしか扱われない」「空手、格闘技なんて、未だ市民権すら与えられていない」と嘆いているが、その一方で「空手・格闘技界はクズやゴミの吹き溜まりのような世界ではあるが、この世界でケジメをつけてメジャーの連中に認めさせ、こんな世界とは一刻も早くおさらばしよう」とも語っている。
自身の執筆姿勢については「プロの物書きである以上、他者のことを書いて飯の種にするのは当然のこと」という見解を表明している。
『月刊空手道』編集部員時代、ニューウェーブとして台頭してきた直接打撃制空手の総称として「フルコンタクト空手」という用語を提案し、さらに対義語として、従来の全空連や協会等古式流派への蔑視的ともいえる呼称「寸止め空手」を「伝統派空手」と言い換え、定着させたと著書などで語り、現在商標権を申請中である事を明らかにしている。一方で、伝統派空手＝寸止め空手と定義し、2016年11月1日にfacebook上で「寸止め空手は格闘技か？ただのゲームにしか思えないのは私だけか？」と批判しているが、実際には伝統派と呼称される団体の中には寸止めルールの団体のみではなく、伝統的な防具付き空手団体も含まれる（錬武会、錬心舘、千唐流など）。
2014年には発売予定の自著『大山倍達外伝』のPRとして、『芦原英幸正伝』中で書いた大山倍達が高木薫に命じて芦原英幸を暗殺しようとした事件（実際にあったかは不明）において大山が高木に報酬として支払った金銭の額と、添野義二が証言したという大山倍達の遺骨が菩提寺である護国寺にはないという事（真偽は不明）に関する真相を明らかにするとブログ上に記載した。

## 主張

### 笹川良一からの圧力を主張
小島は福昌堂を退社後、成美堂を版元として1989年に『月刊武道空手』を創刊し編集長になったが、同誌は約二年後に休刊をしている。この休刊に関して2016年にfacebook上で、発行当時、伝統派空手の全日本空手道連盟（全空連）の会長を務めていた笹川良一の財団による「全日本空手道連盟に属していない団体を雑誌等で扱うならば、全空連加盟流派の書籍を全て絶版にする」という圧力があった事を表明した。

### 新極真会による襲撃を主張
小島は2007年5月27日に「刃物をもった約10名の人間に襲われたが撃退した。新極真会による犯行である」と主張している。

### 極真会館（松井派）とのトラブル
2012年より夢現舎は極真会館（松井派）の機関誌『ワールド空手』の編集を委託され、事務所を松井派ビル内に移転。それに伴い同誌上でコラムを執筆していたが、現在は中断している。小島は2014年にブログ上で松井章圭との間に起きたトラブルについて記載し、自分が既に『ワールド空手』の編集とは関わりがない事を明らかにした。小島はこの契約解除によって年間五千万円の赤字になる損害を受けたと主張している。
2014年に松井章圭との共著で『大山倍達の遺言を背負って…』(仮)を出版予定であることが2013年6月に発表されていたが、現在ブログ上の出版予定からは消えている。2014年4月28日には北之口太による伝記『一撃の拳松井章圭』を「ノンフィクションもどきの駄作」であると主張、自らが「日本人でなく純粋な韓国人でもなく、かといって正確にはアメリカ人でもない松井章圭の本当の素顔を書く」と発表した。また、自らが知り合ったという公安関係者の証言として極真会館が実質的には韓国系パチンコメーカー・SANKYOの所有団体であり、松井章圭が脱税による追徴課税により自己破産を免れない状況であると記載している。
2014年6月27日には自らのブログ上で「自分が行方不明になるか不審死をした場合、犯人・殺人教唆は松井章圭である」と発表。また、2015年にはブログ上で松井章圭に対し「早く朝鮮に返り許永中さんの下部として生き治して欲しい」と記載している。

### 澤井健一に対する批判に関する真樹日佐夫の証言について
太気至誠拳法の創始者である澤井健一をインチキであると主張し、その根拠に真樹日佐夫の証言として「戦後の闇市にチンピラ相手に金でもせびろうかと行ったところ木刀で面を打たせる大道芸をしていた澤井がいたが、兄の梶原一騎が木刀を振ったところ逃げ出した」と聞いたと主張しているが、真樹日佐夫の生年は1940年、兄の梶原一騎の生年は1936年であり、1949年にはGHQから闇市の撤廃命令により青空闇市は規制され、終了している。

### 添野義二の暴行事件に関する記述
2015年7月8日、ブログ上で関連する著作を執筆しているとしている添野義二との最初の出会いを約三十年前に『月刊空手道』の編集長代理として、当時話題になっていた硬式空手の全日本選手権を取材していた時であり、主宰者に対して添野が「壁際に押し付け膝蹴りを数発、そして最後には掌底で顔面を殴り血だるま状態にした」事態を目撃した事、そして自らに対して口止めを要求してきた事を記載している。

### 正道会館に対する主張
2016年、自らのフェイスブック上で正道会館のバックは闇社会、特に韓国系、資金ルートは統一協会他の宗教団体であり、もはや正道会館は暴力団またはそのフロント団体であると主張。自らがあった被害として1990年前後、正道会館宗師である石井和義から「俺には山口組がついてる」「正道とK-1を批判したら大阪湾に埋めたる」、部下の塚本佳子には「お嬢ちゃん、どっか遠くに売り飛ばすよ。フィリピンなら明日の夜に船が出るから乗せてやってもええよ」と恫喝された事、その証拠のテープが残っていることを記載した。

## 仕事上のトラブル

### 福昌堂とのトラブル
小島は福昌堂の社員として『月刊空手道』の編集長をしていたが、次項記載の大道塾とトラブルを起こし編集長を解任され、その後退社し、成美堂出版から『月刊武道空手』を出版した。福昌堂社長である中村文保は『月刊空手道＆フルコンタクト』に連載中の回顧録で小島の名前を仮名の川畑としつつも、小島が独立の際に得意先などの入ったデータを盗んだ（横領罪に該当する）ことを記載している。また、『武道空手』の誌面で中村を攻撃した事に触れ、「恩知らず」、「仕事は出来たが、それは福昌堂のノウハウの中での事であり、全くのゼロから作る困難は認識できない人だった」と小島への評価を記している。

### 大道塾とのトラブル
『月刊空手道』編集長時代、伝統派空手中心だった誌面に極真会館から独立し旗揚げしたばかりの東孝の大道塾に関する記事を掲載し、組み手理論などの紹介も行っていたが、後には試合形式、東孝に対する批判が掲載されるようになった。その後、小島は編集長を解任され、『月刊空手道』の編集スタッフは総入れ替えになった。その号では新編集長による「メディアを使って特定個人や団体のネガティブキャンペーンをする間違った正義感は許されないことだ」というあとがきが記載されている。この件に関して小島は「長田賢一達当時の指導員から直談判されて頼まれた東氏への苦情を、私が憎まれ役を買う形で受けて進言し、それを嫌った東氏が「大道無門」という機関誌に「小島は情緒不安定なので以後小島と付き合う者を罰する」と書いたのが発端であり、福昌堂を辞めたのも、私が個人的に東氏に書いた手紙の中のボーナス等がない福昌堂の社員に対する待遇の悪さを記した部分のみを抜粋コピーして福昌堂の社長に見せ、小島の解雇を迫った事が原因。東氏のこれらの行動こそが明らかに常軌を逸したものある。」「東氏が自著の中で小島が独立して新雑誌を作る為にお金を借りにきたが断って諭した事を逆恨みして大道塾の悪口を言いだしたと書いているが、それは虚偽であり、当時自らが経済的に困窮していた東の為に大道塾の機関紙、「大道無門」を無報酬で作っており、東孝の著作である『はみだし空手』『格闘空手2』も自らがゴーストライティングをしたものであると主張しているが、東はこれを否定している。武術研究家でライターの長野峻也は関係者からの伝聞として、小島が福昌堂から独立して新会社を興して新しい空手道雑誌を創刊するから、その後援をしてほしいと東孝に内密に打診した事に対し、東が「世話になった会社に後ろ脚で砂をかけるような真似をしてはいけない」と小島を窘めた事が原因であるとしており、小島の『月刊空手道』における大道塾に対する批判を「常軌を逸したバッシング」「卑劣な報復」と評している。

### 家高康彦の発言の改ざん疑惑
家高康彦とは大学時代に所属した極真空手同好会からの友人であったが、小島が自身のブログにおいて、家高の許可なく勝手にプライベートの言葉を記憶による書き起こしで公表したとして、2007年5月21日、家高は自らのブログで「小島一志氏が自身のブログで公表している私に関わるすべての表記は、私の意に反するものであり、私が容認したものでもなく、したがって私の関知するものでは一切ないことをここに明記いたします」という声明と、小島とまったく連絡が取れなくなったことを発表した。小島は2015年7月9日にブログ上で「家高はどうでもいい、物書きの落ちこぼれで小島に対するコンプレックスを持っている。大学も早稲田とはいえ夜間部の第2文学部で、東孝や三瓶啓二とおんなじ劣等感の塊。」「家高はええかっこしぃ。自分に不利になる事はみ～んな『そんな事言ってない』とバックレるヘタレ。」と記載している。

### 黒澤浩樹との著作をめぐるトラブル
極真空手第16回オープントーナメント全日本空手道選手権大会王者であり、聖心館館長の黒澤浩樹とは親友であると称し、黒澤に関連する書籍を二冊執筆しているが、現在では絶縁状態になっている。黒澤は雑誌『BUBKA』の2015年6月号における吉田豪のインタビューで小島が書いた黒澤像が本来の自分とは異なる事、またこの二冊の書籍に関して自分に対して一切報酬が支払われていない事を明かしている。

### 芦原会館に対するインタビューの捏造、脅迫、中傷行為
2008年には芦原会館二代目館長・芦原英典の語りおろしという触れ込みの共著『芦原英幸伝 我が父、その魂』のあとがきで「英典氏の言葉を借りながら、生前の芦原英幸を知る私の『想い』を加味させて頂いた」と述べ、これについて芦原会館側は「インタビュー内容は改竄されたものであり、同書に芦原会館は関わりがない」と声明を出したため、後に絶版となり、2013年現在再版されていない。小島は自身のブログ上で芦原会館との絶縁を宣言し、「芦原会館ほど陰湿で卑怯かつオタク的集団は初めてである」「芦原会館は小島=松井章圭、極真会館を確実に敵に回し、正道会館にもケンカ売った」「謝罪がなければ、私を支持・擁護してくれる、また私の後見人・後援者が率いるあらゆる団体・組織が芦原会館の敵として過激な『私闘』に挑むだろう」と主張、小島を批判した芦原会館加古川支部長の携帯電話番号をブログ上で公開し、「少年少女に猥褻行為を繰り返し、拒絶した児童・生徒に対しては、ネット上で誹謗中傷している」「職場に『挨拶』させて頂きます。御家族にも『挨拶』させて頂いてからタイマン張りましょう。アナタの住所勤務先は既に調査済みです」などと記載した。その後、「『筋』の通った謝罪がない限りは、腕力による闘争を選び芦原会館にも要求する」として自分と加古川支部長（当時白血病の治療中であった）、自分の息子と芦原英典、自らが主宰する武道サークルの会員と芦原会館支部長によるノールールの決闘を申し込んだ。さらに「芦原会館には芦原英幸の技術が継承されていない、自分は芦原英幸 から頸椎を極める裏サバキという技術を直伝された」と主張したが芦原会館サイドは否定している。また2014年7月5日付のブログで芦原英幸に関するエピソードを発表したが、後日の更新でそれは作り話の嘘であったことを明かしている。

### 太田出版とのトラブル
神戸連続児童殺傷事件の犯人の少年の手記『絶歌』を発売した太田出版を「ド腐れ太田出版」「メディアに巣喰うゴキブリ」「叩けば裏社会の塵がどんどん舞い上がってくる」と批判し、「以前からフリーの編集者や物書きの評判がすこぶる悪い事で知られている」として自らがあった被害として「50万円のゴーストライティングの仕事を引き受けたが報酬は20万円しかもらえず、木刀を持って編集部に乗り込み、警察に引っ張られながらも、その場で10万円だけ回収した。」とブログ上で記載している。これに対し、書評家の吉田豪は『事情を知らない人がこれを読むと「やっぱり太田出版は酷い出版社なんだ！」と思うかもしれないですけど、ボクが仕事してきてそういう問題は一切なかったし、まずは「小島一志」で検索した上で判断することをオススメします！』と批判している

### 吉田豪に対する脅迫疑惑
書評家の吉田豪は士道館館長である添野義二の仲介で小島の息子である小島大志と電話で話した後、数度にわたり小島一志、小島大志から電話で脅迫を受けたことを明かしている。また、非通知の番号から留守番電話にいたずら電話をかけられたこと、そのメッセージの内容がYouTube上にアップロードされている小島から受けた脅迫電話と主張されているものと酷似していることを明らかにしている。吉田は2014年4月に読者からメールで「『芦原英幸正伝』掲載の電話番号に電話したら、その後、怒鳴り声や叫び声、ノイズのいたずら電話の着信が20件ほど入るようになった」と相談された事を明かしている。これに対して小島大志は自らのブログ上でそのようなことはしていないと主張し、「興行畑で40年という、生粋の稼業者」に今回の件について話したところ、「百歩譲ってイタズラ電話が本物でも、それで脅されたから、会う必要はないなんていかにもオカマらしい言い草だ」「俺が若い衆使って引っ張ってくるよ」と言ってもらったと記した。吉田はかつて『芦原英幸伝 我が父、その魂』を「自らの意見や主張したいことを、インタビュー相手の発言を装って書いたものである」、その後の芦原会館とのトラブルを「脅迫や名誉棄損。物書きとしてプロではない」と評し、『大山倍達の遺言』を小島が同書の発売後すぐに極真会館（松井派）から業務を委託され、事務所を松井派ビル内に移転したことに触れ「中立的に執筆されていない」と評している。これら一連の騒動に関して吉田は小島に対して「トラブルがあるとすぐに強そうなバックの存在を匂わせたり、息子さんなりを矢面に立たせる」と批判している。

## 大山倍達に対する批判
大山倍達に関しては、かつては「親子のような関係だった」「毎朝大山が電話をしてきて数時間話すこともあった」などと主張していたが、現在では「何もかも嘘で固めた人生を送ったのが大山倍達という人間の素顔なのです」などと批判の語調を強めている。2016年6月25日、facebook上で「大山倍達の伝説はみんな嘘だらけである。梶原一騎の死後、大山倍達に「虚像」をまとわせたのは梶原一騎と真樹日佐夫だという噂が広まり、いつしか事実になったがそれはあやまりである。全ての悪人は大山倍達だということから目を背けてはいけない。」という内容を投稿した。

### 大山倍達による中村忠、芦原英幸に対する暗殺計画に対する告発
高木薫が芦原英幸をトカレフ拳銃で殺害しようとした事件、中村忠がニューヨークで銃で襲われた事件があったと主張し、これらは大山倍達の影響のもとに行われたものであり、中村忠の事件に関しては、添野義二の「ジャック・サンダレスクがマフィアに指示して行わせたものである」という証言が挙げられている。

### 正道会館と暴力団柳川組、大山倍達の癒着に対する告発
正道会館の芦原会館からの独立に関して初期に芦原英幸の極真会館破門に伴い、極真会館への復帰を希望する門下生の為の受け皿として正道館が設立されたが、その後、名前が正道会館に変わった時期に、多方面からの支援を受けることによって組織が変質し巨大化した。そしてそこには芦原英幸と対立していた大山倍達と関西の興行団体の関与があり、ふたつを仲介したのが暴力団柳川組初代組長、柳川次郎(著書では別名の柳川魏志で記載、本名は「梁元錫」（ヤン・ウォンソク）、三代目山口組若中)であると主張している。

## 小島の著作とそれに対する批判

### 『大山倍達正伝』に関するもの
2006年の『大山倍達正伝』では共著者である塚本佳子が執筆した183頁の「1940年代の大学は明治大学までは誰でも入ることができ、拓殖大学など入試すらなかったが、早稲田大学は難しかった」という内容に関して、「拓殖大学の名誉を損ねかねない事実と異なる点がある」と拓殖大学学友会・岩武光宏に指摘された。小島は拓殖大学事務局・拓殖空手部OB会及び学友会等に対する取材に基づいた記事と主張。これに対し、拓殖大側は全く取材された事実はないと反論した。

### 『大山倍達の遺言』に関するもの
極真会館の分裂騒動をテーマにした2012年の『大山倍達の遺言』では、「歴史書として、中立的に執筆したと自負している」と主張したものの、同書で取上げられた側からの反論が続出した。新極真会は「2006年11月24日から小島氏に対して取材拒否を行って以来、小島氏と一切接触はなく、新極真会に関する記述は全て憶測に基づくものである」と公式に表明（同書の中にはボクシングの元オリンピック日本代表で、元早稲田大学教授でもある白鳥金丸の証言として「新極真会所属の三瓶啓二がかつて岩崎達也の実家資産目当てに自らの出身校である早稲田大学に裏口入学をさせようとした」という記述がある。また、2009年4月21日には三瓶啓二を「自身の頭には権力欲と色欲しかない最低な人物」、緑健児を「そんな鬼畜に操られているパシリ」と自身のブログで記述している）。2013年5月25日には大山倍達の三女・大山喜久子からも「同書は遺族に許可なく出版されたものであり、売名の為の作り話である。勝手に父の氏名を使わないでもらいたい」と否定されている。同書において「1997年7月20日に行われたK-1におけるフランシスコ・フィリョ対アンディ・フグの試合はアンディ、正道会館サイドによる片八百長」と証言したとされている極真会館（浜井派）代表の浜井識安は「他人の口を借りた小島氏自身の言いたい意見や見解である」と同書を否定、小島の姿勢を批判した。また、小島は本作の取材時に増田章が主宰する増田道場に対し、取材申請の内容証明郵便をしたが返事がなかったとして、増田道場を「非常識であり、社会常識のカケラもないタダのゴロツキ集団」、増田章を「バカは死ぬまでバカである」と批判している。

### 『芦原英幸正伝』に関するもの
2013年の『芦原英幸正伝』では、小島が聞いたという芦原英幸の大道塾に対する評価として「寸止めのお面をつけた殴りっこ。一緒にしないでほしい」、大山倍達の芦原英幸に対する評価として「弱いものしか相手にしない」「卑怯な事しかしない」「嘘を言いふらして自分を大きく見せてきた」等が記されている。小島はこれに関し「すべて大山自身に当てはまるものである」と評している。また、黒崎健時を「耄碌した老人」と書き、黒崎の大山倍達に対する評価として「何一つ師らしいことをしていない」「喧嘩ができない最低の大法螺吹き」「最低の人間」、芦原英幸に対する評価として「調子がいいだけの男」「弱い者には徹底的に強く、強いものには徹底的に弱いのは師の大山と一緒」といったものが記されている。小島自身は芦原会館に対する評価として「すでに芦原会館に於いては芦原英幸の技術の系譜は潰えており、破門された中元会館や正道会館において技術の継承がなされている」、また芦原英典に対する評価として「母親の威を借り脅威になる先輩を次から次へと破門した悲しいほどに弱い王」と述べている。同書において小島は先述した『芦原英幸伝 我が父、その魂』発売時の脅迫行為や中傷といったトラブルには触れていないが、共著者である息子の小島大志は「芦原英典氏が自らした発言を恐れて、こちらに責任を押し付けてきた」という見解を示し、「芦原会館とは自らの後見人である士道館館長・添野義二と、義兄弟である士魂村上塾塾長・村上竜司の立ち会いの元に和解を行うことになった」と主張している。同書に関して新極真会は2014年1月16日に「本会に関する記述があるが、2006年11月24日に公式ホームページ上に著者に対する取材拒否以来、著者とは取材はもとより一切の接触および交信をおこなっていない」と表明し、『大山倍達の遺言』の時と同様の姿勢を示した。また、中元会館も「取材の要請を受けたがすべて拒否した」と表明している。更に同書には正道会館館長代行である中本直樹が証言者として登場するが、正道会館宗師である石井和義は雑誌『BUBKA』の2014年5月号における吉田豪のインタビューで同書が取材せずに書かれたものであるとして批判している。

### その他の批判者
武術研究家でライターの長野峻也は上記のように月刊空手道編集長時代の小島の大道塾に対する記事を批判し、「自分を正当化するために相手を一方的に悪者に仕立てあげようとする実に姑息かつ卑劣なやり方」、芦原会館とのトラブルに関しては「文章は面白いが、ネット上で脅迫するような文章を書く現状認識力の致命的欠損は、ジャーナリストには向かない。独りよがりや思い込みの強さがノンフィクション本の構成を崩している。ノンフィクションより創作作家を目指すべき」と評している。
作家で拳道会所属の空手家でもある藤岡真は、かつて小島が拳道会の中村日出夫について書いた文章に関して「無礼極まりない卑劣漢」「逃げ道を用意して中傷を行うあざとい文章」、また芦原会館とのトラブルに関しても「愚行であり単なる脅迫。小島は物書きとしての人生を自ら終えてしまった」と批判している。
かつて芦原会館における芦原英幸の直弟子であり、極真連合会や正道会館のフルコンタクト空手の大会の入賞者で、現在は大阪拳友会を主宰している空手家、東條一重は『芦原英幸正伝』の「生前、ただ一人だけ取材を許された著者」という宣伝文句に対し、『週刊プレイボーイ』で短期連載された「ケンカ道」などの例を引き、否定している。

## 著書
- 最強格闘技論（スキージャーナル）
- 新世紀格闘技論（スキージャーナル）
- 格闘家に告ぐ！実戦格闘技論（ナツメ社）
- 拳王 - 復讐 Revenge（PHP研究所）
- 極真空手 黒沢浩樹―最後の超人伝説（池田書店）
- 黒沢浩樹 ザ・ラストファイト（光栄）
- 大山倍達正伝（新潮社）塚本佳子との共著
- 芦原英幸伝 我が父、その魂（新潮社）芦原英典との共著
- 大山倍達の遺言（新潮社）塚本佳子との共著
- 芦原英幸正伝（新潮社）小島大志との共著

## 註
1. ↑  1993年6月4日に認可されている[1]。